# Zystektomie
Der Begriff Zystektomie (von griech. κύστις kystis ‚Blase‘ und ἐκτέμνειν ektemnein ‚herausschneiden‘) bedeutet wörtlich übersetzt „Herausschneiden einer Zyste“ (aus dem umliegenden Gewebe).

## Urologie
In der Humanmedizin, speziell in der Urologie, wird unter Zystektomie das operative Entfernen der Harnblase verstanden. Durch die Nachbarschaft zu den Geschlechtsorganen umfasst die Zystektomie beim Mann das Entfernen der Harnblase mitsamt der Prostata und den Samenblasen (auch „Zystoprostatektomie“ oder „Zystoprostatovesikulektomie“ genannt). Bei der Frau werden zusammen mit der Zystektomie fallweise (je nach Tumorstadium und Alter der Frau) die Gebärmutter, die Vorderwand der Scheide und manchmal auch die Eierstöcke mit der Harnblase entfernt.
Diese Operation erfolgt in der Regel bei Patienten, die an einem „tief infiltrierenden Harnblasenkarzinom“ leiden. In diesem fortgeschrittenen Stadium des Harnblasenkarzinoms ist der Tumor bereits in die Muskelschicht der Harnblasenwand eingewachsen.
Um nach dem Entfernen der Harnblase weiterhin eine Urinspeicherung zwecks Aufrechterhaltung der Kontinenz zu gewährleisten, kann man sich verschiedener Methoden bedienen:

### Neoblase
Man kann aus einem Stück Dünndarm eine sogenannte Neoblase herstellen, die dann die Reservoirfunktion der zuvor entfernten Blase übernimmt.
Voraussetzung dafür ist u. a. der fehlende Krebsbefall der Harnröhre, so dass sie und der Schließmuskel des Patienten erhalten werden können. Dies gewährleistet im Gegensatz zu den künstlichen Alternativen zur Harnableitung eine wesentlich höhere Lebensqualität und eine geringere Infektionsgefahr.

### Ileum-Conduit
In Fällen, bei denen die Harnröhre im Zuge der Operation entfernt werden muss, kann man ein sogenanntes Ileum-Conduit applizieren. Unter Ileum-Conduit versteht man die Einpflanzung der beiden Harnleiter in eine vorher aus dem Darm entnommene Darmschlinge. Der frisch entnommene Darmabschnitt wird auf einer Seite mit den beiden Harnleitern verbunden, die andere Seite wird an die Innenseite der Bauchwand angenäht, so dass ein ileocutanes Stoma, also eine Bauchdeckenöffnung, für den Urinabfluss entsteht. Der Urin fließt in einen Beutel ab, der in der Bauchregion befestigt wird und regelmäßig abgelassen werden kann.

## Zahnmedizin
- Siehe Zystektomie und Zystostomie unter Odontogene Zyste